# David Izon
David Izon (* 29. April 1968 in Lagos, Nigeria als David Izonritei) ist ein ehemaliger nigerianischer Schwergewichtsboxer.

## Amateur
Izon gewann 1991 bei den Militärweltmeisterschaften die Silbermedaille, wobei er im Finale gegen Bert Teuchert, Deutschland (19:8), verlor. Bei den Panafrikanischen Spielen im selben Jahr in Kairo gewann er die Goldmedaille, schied jedoch bei den Weltmeisterschaften 1991 in Sydney bereits im ersten Kampf gegen Arnold Vanderlyde, Niederlande (22:2), aus. 1992 nahm er für Nigeria an den Olympischen Spielen teil. Er schlug auf dem Weg in das Finale unter anderem Kirk Johnson, Kanada (9:5), und David Tua, Niederlande (12:7), verlor jedoch im Kampf um Gold gegen Félix Savón, Kuba (14:1).

## Profikarriere
Er wurde 1993 unter Alton Merkenson, dem Trainer von Roy Jones Jr., in den USA Profi. Besonders eindrucksvoll war an seinen Kämpfen aber nur die gewaltige Schlagkraft seiner Rechten, technisch gutes Boxen sah man weniger.
So verlor er schließlich in seinem 19. Profikampf im März 1996 gegen Maurice Harris nach Punkten. Harris wies damals fünf Siege und sechs Niederlagen auf, wurde aber später durch Siege gegen einige namhafte Boxer wie Sjarhej Ljachowitsch bekannt. Direkt im nächsten Kampf stellte er sich seinem Amateurrivalen Tua. Hier lag Izon bis kurz vor Ende nach Punkten vorn, verlor aber noch durch technischen KO in der zwölften und letzten Runde.
Lou Savarese schlug er 1997 noch KO, wurde als Weltklasse bezeichnet, verlor dann aber vorzeitig gegen den ungeschlagenen Michael Grant, im Gegensatz zum Tua-Kampf war er hier von Anfang an chancenlos.
In der Folge gewann er durch KO gegen Darrol Wilson, der Shannon Briggs seine erste Niederlage zugefügt hatte, und den ungeschlagenen Jungstar Derrick Jefferson. Izon war als anspruchsvoller Aufbaugegner für Jefferson vorgesehen gewesen und musste in dem Kampf auch schwere Treffer hinnehmen, so dass er auf den Punktzetteln deutlich zurücklag. Gegen Ende des Kampfes ließen bei Jefferson jedoch die Kräfte nach und Izon nutzte die Chance in der neunten Runde zu einem KO.
Anschließend war er für Kämpfe gegen Mike Tyson, Hasim Rahman und Wladimir Klitschko eingeplant. Diese Kämpfe wurde jedoch jedes Mal abgesagt, so dass er zwischen 2000 und 2001 für vierzehn Monate inaktiv blieb.
Am Ende wurde er im Dezember 2001 gegen den ungeschlagenen Fres Oquendo gestellt, einem als guten Boxer mit wenig Schlagkraft eingeschätzten Gegner. Izon verlor den einseitigen Kampf durch technischen KO in der dritten Runde. Er war nur noch ein Schatten früherer Tage. Auch gegen den ungeschlagenen Joe Mesi ging er KO. Als er gegen Al Cole die dritte Niederlage in Folge hinnehmen musste, beendete er seine Karriere.

## Sonstiges
Sein Bruder Roger Izonritei ist ebenfalls Profiboxer.